# Керолайн Роуз Гант
Керолайн Роуз Гант (англ. Caroline Rose Hunt; 8 січня 1923 — 13 листопада 2018) — американська аристократка, власниця готелів і філантроп.

## Біографія
У певний період — найбагатша жінка в США. Відома завдяки компанії Rosewood Hotels & Resorts, яку вона заснувала в 1979 році. Народилася в Ель-Дорадо, штат Арканзас.
Гант померла 13 листопада 2018 року від інсульту у віці 95 років у свому особняку поблизу Далласу.